# Pirogow-Gletscher
Der Pirogow-Gletscher (bulgarisch Пирогов ледник Pirogow lednik) ist ein 5 km langer und 1,5 km breiter Gletscher auf der Brabant-Insel im Palmer-Archipel westlich der Antarktischen Halbinsel. Er fließt südwestlich des Mount Parry in westlicher Richtung zur Dallmann-Bucht, in die er südlich des Minot Point einmündet.
Die bulgarische Kommission für Antarktische Geographische Namen benannte ihn 2009 nach dem russischen Wissenschaftler und Chirurgen Nikolai Pirogow (1810–1881), der am Aufbau einer modernen Gesundheitsversorgung in Bulgarien während des Russisch-Osmanischen Krieges (1877–1878) maßgeblich beteiligt war.